# Euzonus profundus
Euzonus profundus är en ringmaskart som beskrevs av Hartman 1967. Euzonus profundus ingår i släktet Euzonus och familjen Opheliidae. Inga underarter finns listade i Catalogue of Life.